# Bauhaus (obchodní řetězec)
Bauhaus je řetězec hobbymarketů s prodejnami v 19 zemích světa včetně Česka. Mezinárodní centrála společnosti je registrována ve Švýcarsku, většina prodejen se však nachází v Německu. V Česku měl Bauhaus v roce 2020 tržby 4,503 mld. Kč a necelou tisícovku zaměstnanců. Podle žebříčku Top 50 českého obchodu časopisu Zboží a prodej, který řadí tuzemské řetězce podle tržeb, byl Bauhaus v Česku 3. největším řetězcem hobbymarketů (po Hornbachu a OBI) a 34. největším řetězcem celkově. Bauhaus má v Česku k roku 2024 celkem 9 prodejen.

## Bauhaus ve světě

Zakladatelem řetězce byl Němec Heinz-Georg Baus. První prodejna Bauhaus byla otevřena v roce 1960 v Mannheimu, kde se nachází centrála řetězce. Název Bauhaus lze jednak vyložit jako spojení německých slov Bau (stavba) a Haus (dům), jednak je podobný příjmení zakladatele. Stejný název nese také meziválečné umělecké hnutí, jehož členové se s řetězcem v 60. a 70. letech neúspěšně pokoušeli o práva na používání jména soudit.

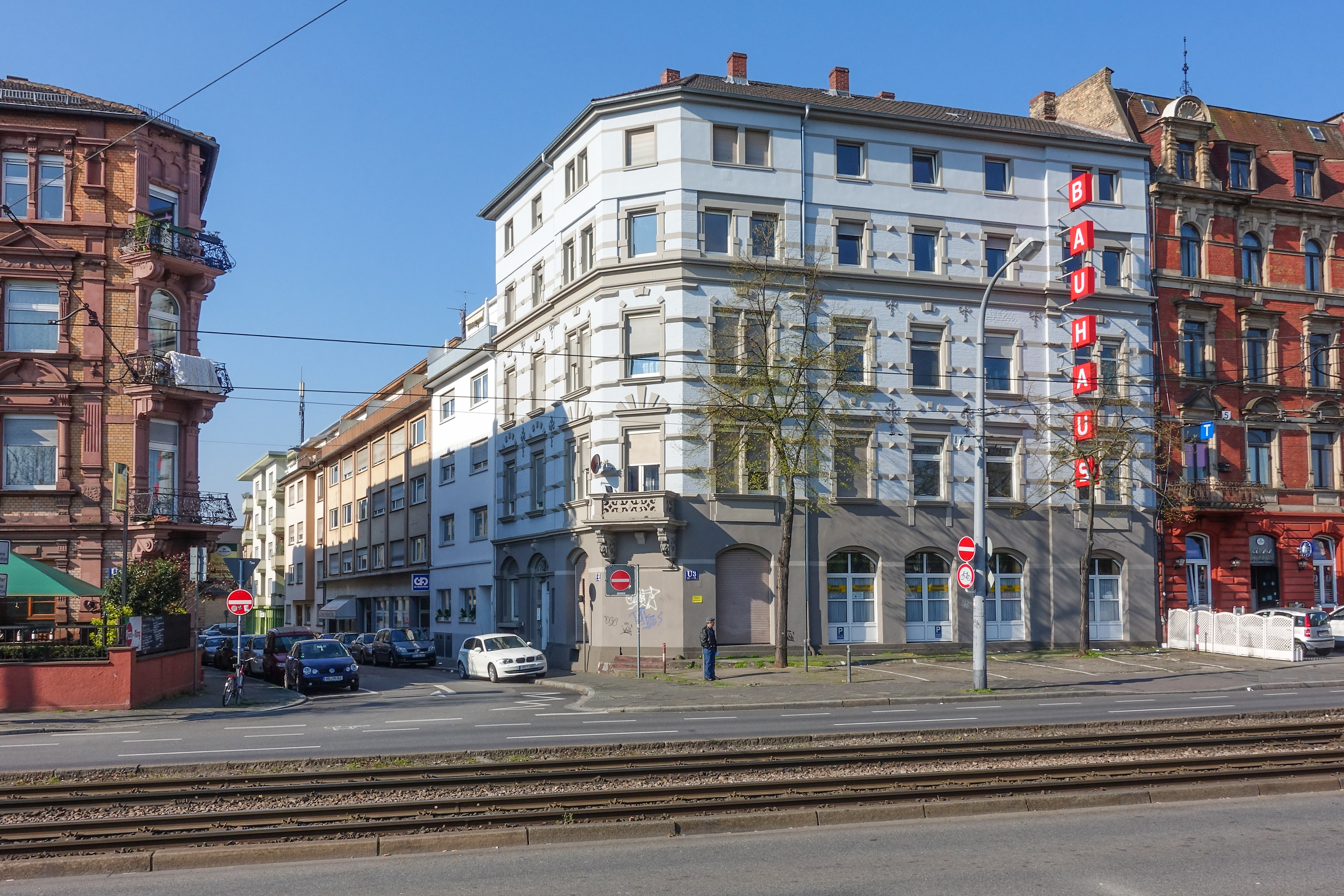
Dům v Mannheimu, ve kterém v roce 1960 vznikla první prodejna Bauhaus

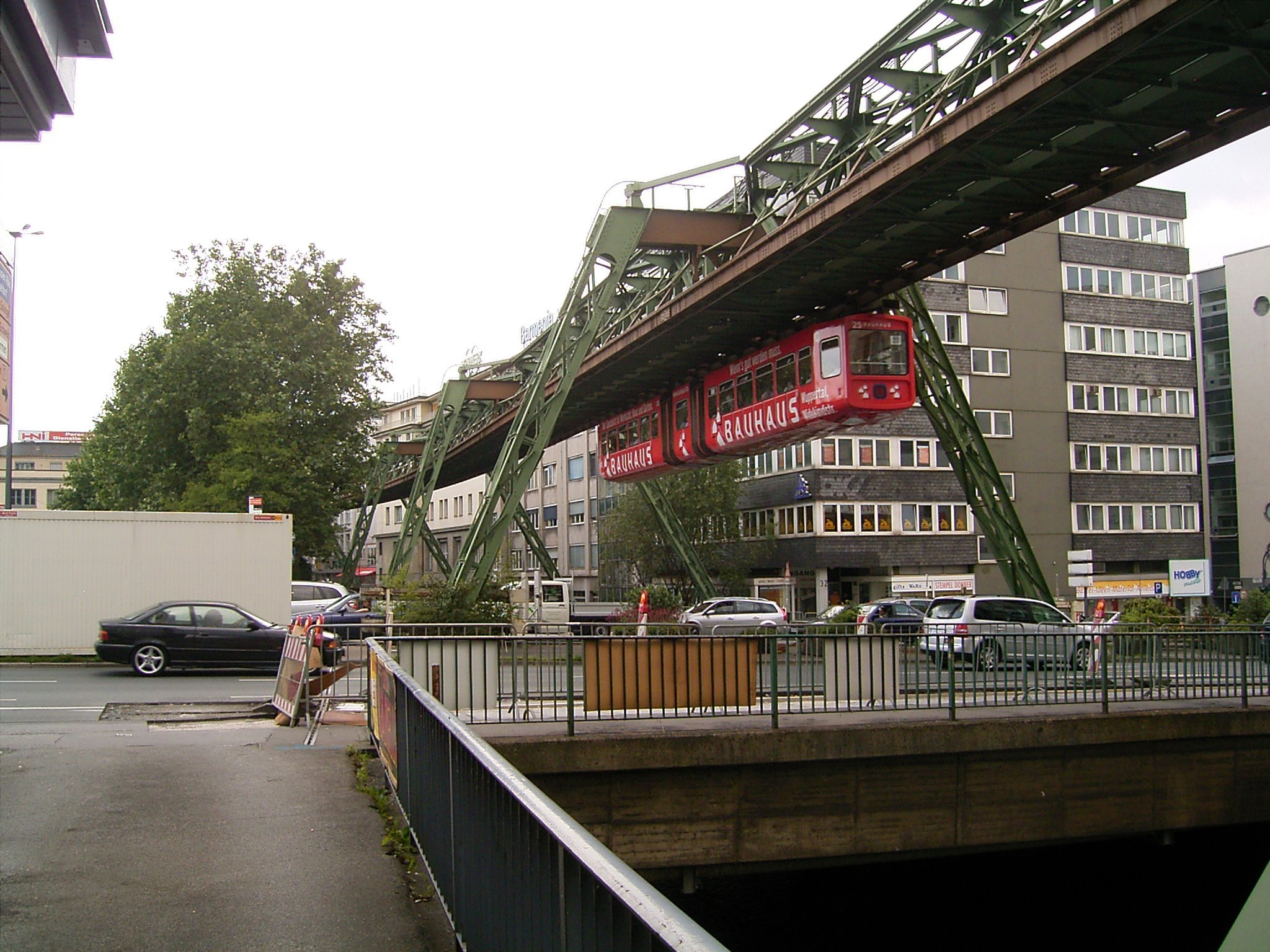
Reklama na Bauhaus na vozidle visuté dráhy ve Wuppertalu (2008)

Právní sídlo společnosti bylo po několika letech od jejího vzniku přemístěno do kantonu Zug ve Švýcarsku kvůli úsporám na daních. První prodejny Bauhaus ve Švýcarsku nicméně vznikly až v roce 2005. V roce 2014 byla firma přihlášena na novou adresu v obci Belp v sousedním kantonu Bern.

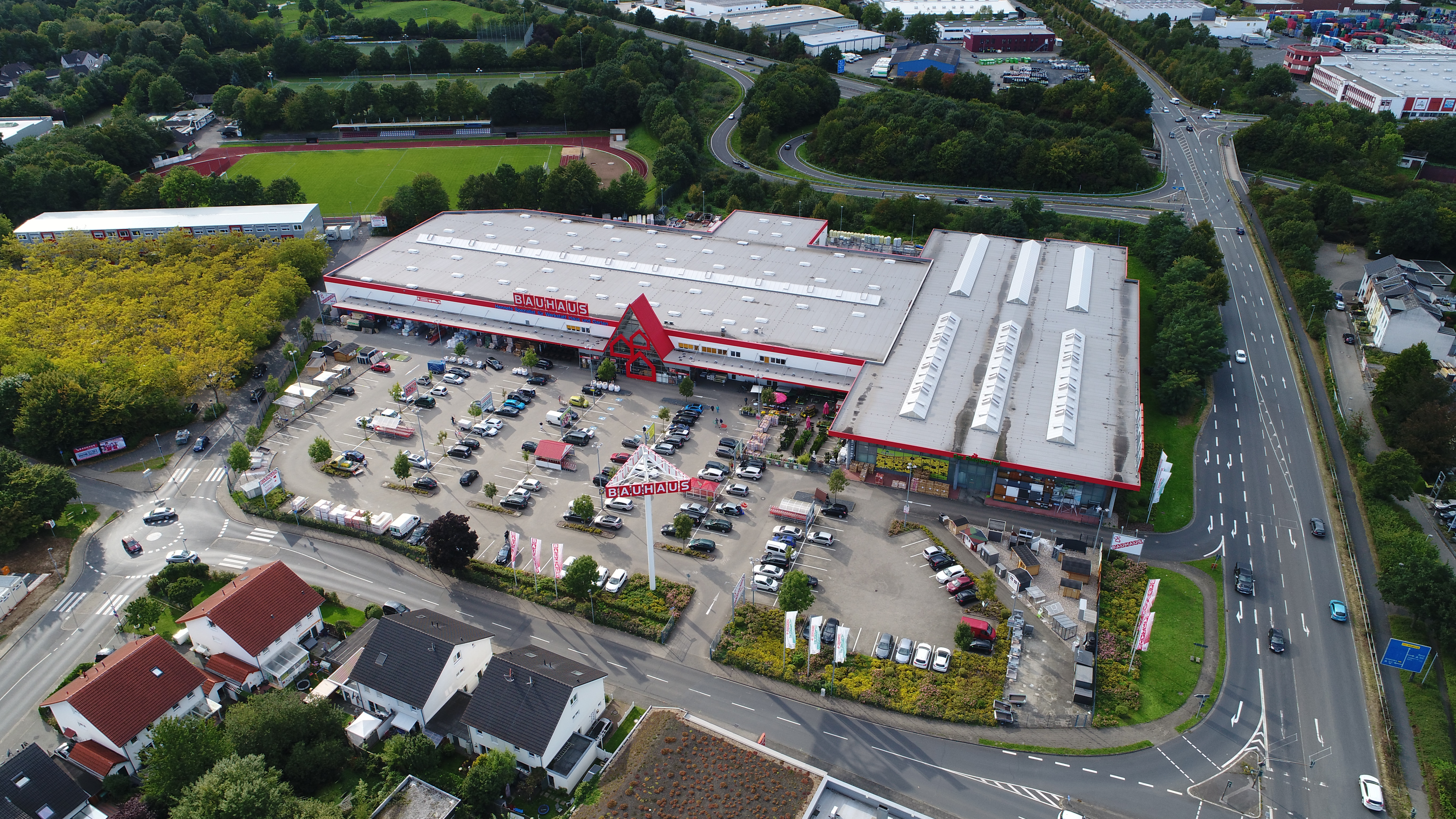
Pohled z ptačí perspektivy na Bauhaus ve městě Hennef v Severním Porýní-Vestfálsku

První zahraniční zemí, kam Bauhaus expandoval, se v roce 1972 stalo sousední Rakousko. Následovalo Dánsko v roce 1988 a Španělsko v roce 1989. Mezi prvními zeměmi, kam řetězec vstoupil, bylo také Česko (1993), Turecko (1996) a Švédsko (1997).
V dubnu 2023 měl Bauhaus celkem 293 prodejen v 19 státech, z toho více než polovinu v Německu (viz tabulka níže). Ve většině zemí má Bauhaus jednotky prodejen, ve čtyřech zemích po jedné prodejně. Šest z prodejen v Turecku se nachází v jeho asijské části, řetězec je tak přítomen na dvou kontinentech.
| Země        | Počet prodejen | K datu  |
| ----------- | -------------- | ------- |
| Bulharsko   | 1              | 04/2023 |
| Česko       | 9              | 06/2024 |
| Dánsko      | 19             | 04/2023 |
| Estonsko    | 2              | 04/2023 |
| Finsko      | 6              | 04/2023 |
| Chorvatsko  | 8              | 04/2023 |
| Island      | 1              | 04/2023 |
| Lucembursko | 1              | 04/2023 |
| Maďarsko    | 3              | 04/2023 |
| Německo     | 161            | 04/2023 |
| Nizozemsko  | 4              | 04/2023 |
| Norsko      | 4              | 04/2023 |
| Rakousko    | 21             | 04/2023 |
| Slovensko   | 1              | 04/2023 |
| Slovinsko   | 3              | 04/2023 |
| Španělsko   | 11             | 04/2023 |
| Švédsko     | 24             | 04/2023 |
| Švýcarsko   | 5              | 04/2023 |
| Turecko     | 10             | 04/2023 |
| Celkem      | 294            |         |

## Bauhaus v Česku
Bauhaus v Česku podniká prostřednictvím společnosti BAUHAUS k.s., která je vedena u Krajského soudu v Brně a má IČ 494 35 388. Firma sídlí v Brně-Štýřicích v budově své prodejny.

### Prodejny

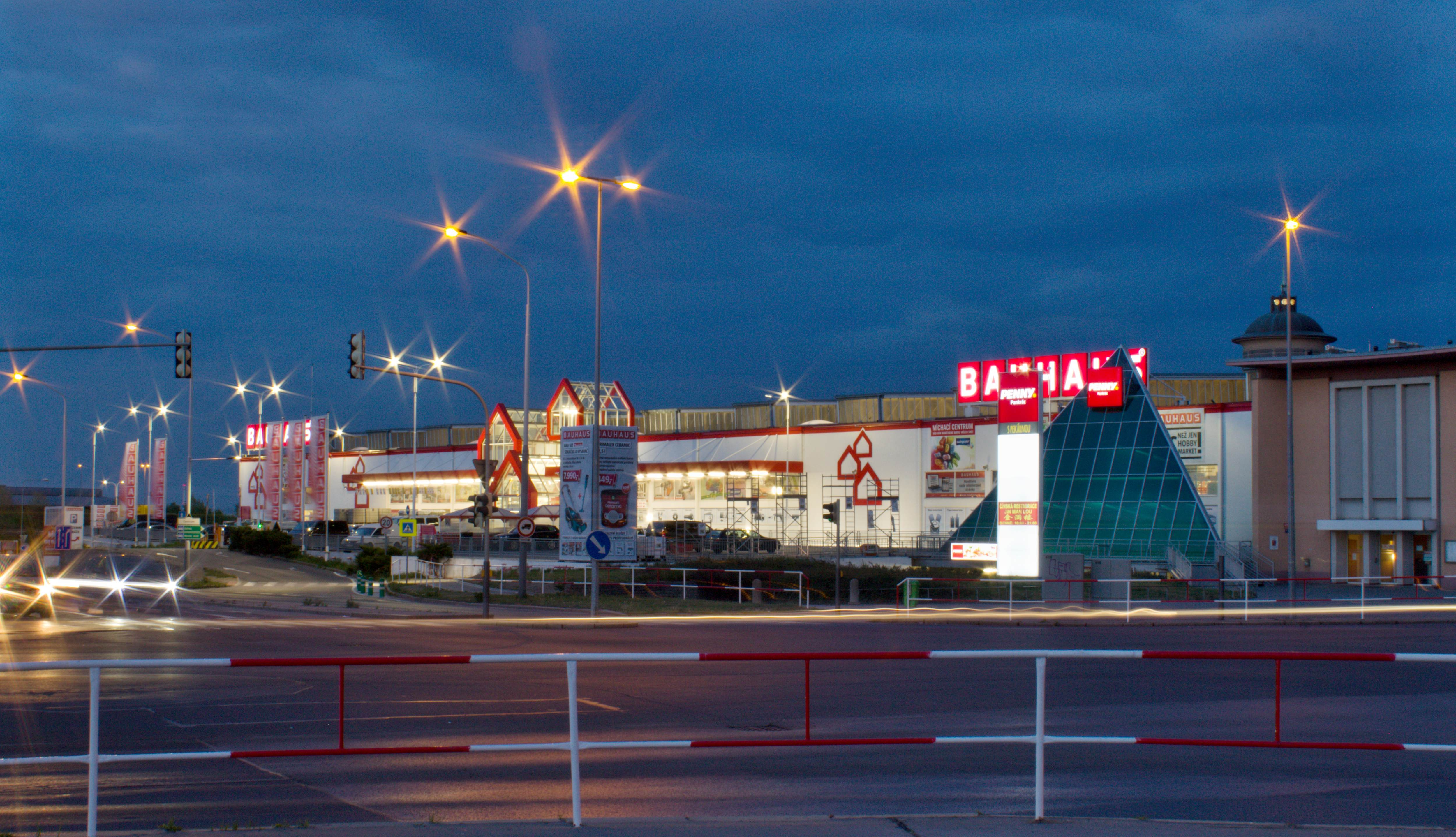
Bauhaus v Praze na Pankráci

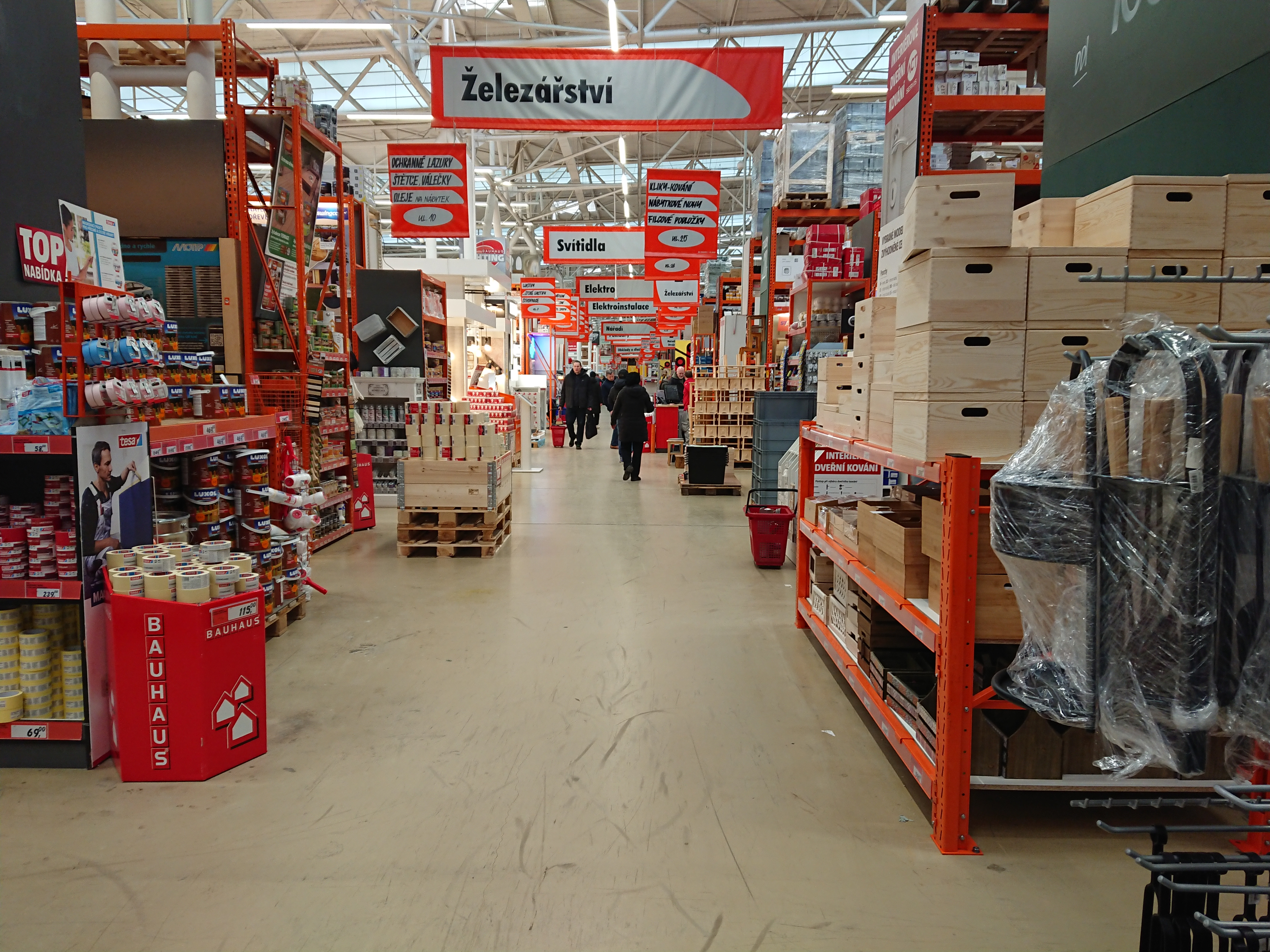
Interiér prodejny na Pankráci

První prodejna Bauhaus v Česku byla otevřena v roce 1993 právě v brněnských Štýřicích, a to na adrese Heršpická 9. Prodejna byla zrušena ke konci listopadu 2005 v souvislosti s otevřením současné prodejny na protější straně ulice.
Druhá prodejna vznikla v roce 1995 v Ostravě. Bauhaus od města koupil památkově chráněná městská jatka spolu s okolními pozemky, na kterých vznikla novostavba hobbymarketu s povrchovým parkovištěm. Údržba bývalých jatek nicméně v kupní smlouvě nebyla nijak ošetřena a historický objekt ve vlastnictví řetězce chátral. Ke konci března 2013 byla ostravská prodejna uzavřena. Novým majitelem areálu se v roce 2016 stalo opět město, do opuštěné budovy hobbymarketu se nastěhovala městská galerie současného umění PLATO Ostrava. Ta využívá také objekt bývalých jatek, který v letech 2020–2022 prošel rekonstrukcí.
Třetí a nejstarší dosud existující prodejna Bauhaus v Česku vznikla v roce 1997 přestavbou tovární haly v Praze na Pankráci. V roce 1999 následovala druhá pražská prodejna v Dolních Chabrech. Pátá tuzemská prodejna Bauhaus byla otevřena v září 2003 v Čestlicích. Následovaly prodejny v Liberci (2009), Českých Budějovicích (2010), Brně-Ivanovicích (2012) a Plzni (2013). V srpnu 2023 pak byla otevřena prodejna v Trmicích nedaleko Ústí nad Labem. Bauhaus tak má v Česku dohromady 9 prodejen.
| Kraj         | Počet prodejen | Lokace                    |
| ------------ | -------------- | ------------------------- |
| Jihočeský    | 1              | České Budějovice          |
| Jihomoravský | 2              | Brno (Ivanovice, Štýřice) |
| Liberecký    | 1              | Liberec                   |
| Plzeňský     | 1              | Plzeň                     |
| Praha        | 2              | Dolní Chabry, Pankrác     |
| Středočeský  | 1              | Čestlice                  |
| Ústecký      | 1              | Trmice                    |

### Kontroverze

#### Prodejna vBrně-Ivanovicích
Existenci prodejny Bauhaus v Brně-Ivanovicích provázejí soudní spory. Se vznikem stavby, kterou v roce 2004 odsouhlasilo zastupitelstvo městské části a která později získala územní rozhodnutí, nesouhlasili místní obyvatelé. Záměr v roce 2008 načas o územní rozhodnutí přišel, když brněnský krajský soud vyhověl žalobě občanského hnutí Nesehnutí, která poukazovala na to, že k územnímu řízení nebyly přizvány všechny dotčené strany.
Výstavbu nicméně v roce 2010 umožnilo vydání stavebního povolení ve zkráceném řízení autorizovaným stavebním inspektorem, což byla v tehdejším stavebním zákoně nová možnost, zamýšlená pro rychlé schvalování drobných staveb bez nutnosti plnohodnotného stavebního řízení. Místní občané se opět obrátili na soudy. Poukazovali také na to, že stavba je v rozporu s územním plánem, protože Bauhaus část budoucí prodejní plochy označil jako sklad a zahradu, čímž se vyhnul překročení limitu na její velikost podle územního plánu. Obvodní soud pro Prahu 4 v létě 2010 vydal dvě předběžná opatření, která vedla k zastavení stavebních a následně také přípravných prací.
Odvolací soud ovšem předběžná opatření v září 2010 zrušil, protože byla podle něj žaloba podána u nesprávného soudu. Výstavba pokračovala. Opět ji zastavilo až předběžné opatření Městského soudu v Praze ze září 2011. V tu dobu však byl hobbymarket již těsně před kolaudací, řetězec jej v říjnu 2011 dokonce začal zavážet zbožím. V prosinci 2011 řetězec pohrozil arbitráží proti Česku o škodu ve výši 2,24 mld. Kč v případě, že by k otevření prodejny vůbec nedošlo.
Za otevření prodejny naopak v srpnu 2012 demonstrovalo několik desítek zaměstnanců, které Bauhaus na jaře 2011 najal a v létě 2012 opět propustil. Otevření nakonec umožnila dvě rozhodnutí Nejvyššího správního soudu: nález ze září 2012, který rozhodl, že žaloby proti stavebním certifikátům autorizovaných inspektorů nebudou řešit soudy, ale stavební úřady, a zamítnutí kasační stížnosti proti vydání územního rozhodnutí podané v roce 2010 sdružením Klidné Ivanovice. Prodejna tak byla počátkem října 2012 zkolaudována a otevřena.
Problémy tím nicméně neskončily. Krajský soud v Brně v roce 2015 nařídil, aby se oprávněností stavebního certifikátu zabýval brněnský magistrát. V roce 2017 stavební odbor brněnského magistrátu rozhodl, že stavební certifikát byl vydán nezákonně, protože do řízení nebyli přizváni vlastníci sousedních nemovitostí. Rozhodnutí magistrátu potvrdil krajský úřad i krajský soud. Rozhodnutí krajského soudu nicméně v roce 2022 zrušil Nejvyšší správní soud, podle kterého se během předchozího řízení ztratila část spisu stavebního úřadu, a ve věci tak nemohlo dojít k řádnému přezkoumání. Nové rozhodnutí bude možné vydat až poté, co dojde k nalezení nebo rekonstrukci spisu.
V roce 2020 mezitím došlo ke změně územního plánu, která by výstavbu hobbymarketu v jeho stávající lokalitě skutečně umožnila. Právní stav současného objektu se tím však nemění. V jiné kauze Ústavní soud v březnu 2023 vyhověl obyvatelům Ivanovic, když rozhodl, že za rozhodnutí stavebního inspektora nese odpovědnost stát a Obvodní soud pro Prahu 1 tak má opět rozhodnout o jejich nároku na odškodnění. Z nálezu Ústavního soudu také plyne, že inspektor při vydání stavebního certifikátu nepostupoval správně.

#### Reklamní pylon
Městská část Brno-střed se od roku 2016 pokoušela docílit odstranění 40 m vysokého reklamního poutače u prodejny Bauhaus ve Štýřicích. Podle zástupců městské části poutač způsoboval vizuální smog a kazil výhled na historické panorama města. Poutač byl po dohodě s řetězcem odstraněn v březnu 2023, načež řetězec oznámil, že jej nově využije u chystané prodejny v Trmicích u Ústí nad Labem. Proti jeho umístění u nové prodejny vznikla petice, kterou podepsalo několik stovek lidí. Podle místních reklamní pylon zhorší stav světelného znečištění a bude narušovat panorama Českého středohoří.

#### Porušení autorských práv vreklamní kampani
V roce 2004 Bauhaus v reklamní kampani použil slogan „upeč... třeba zeď“, kterým narážel na text písničky Dělání z pohádky Princové jsou na draka. Podle autora textu Zdeňka Svěráka tím řetězec porušil jeho autorská práva. Po několika letech soudních sporů dal v roce 2012 Nejvyšší soud definitivně za pravdu Svěrákovi a přiznal mu finanční náhradu ve výši 200 tis. Kč a nárok na omluvu v celostátním tisku.